# جیرسون کاساپا
جیرسون کاساپا (به پرتغالی: Gérson Cândido de Paula) هافبک, هافبک اهل برزیل است که در شهر سائوپائولو و در تاریخ ۱ ژوئن ۱۹۶۷ به دنیا آمده‌است.
جیرسون کاساپا در تیم‌های فوتبال پالمیراس سابقهٔ حضور دارد.